# Roy Harvey
Roy Harvey (* 24. März 1892 im Monroe County, West Virginia; † 11. Juli 1958) war ein US-amerikanischer Old-Time-Musiker und Gitarrist. Harvey spielte als Gitarrist in der Begleitband Charlie Pooles, den North Carolina Ramblers, und übernahm die Führung der Gruppe nach Pooles Tod.

## Leben

### Kindheit und Jugend
Roy Harvey wurde in West Virginia geboren und wuchs dort auch auf. Er war das einzige Mitglied in Pooles Band, das nicht aus North Carolina stammte. Als Kind lernte Harvey Gitarre und arbeitete seit seinem 19. Lebensjahr als Lokomotivführer bei der Virginian Railroad, wurde aber 1923 nach einem Streik entlassen. Später verarbeitete Harvey diese Begebenheit in seinen Song The Virginian Strike of ’23.

### Karriere
1925 lernte Harvey Charlie Poole kennen, der gerade auf Tour war und in West Virginia spielte. Beeindruckt von Harveys Fertigkeiten auf der Gitarre heuerte Poole diesen für seine Band an. In den nächsten fünf Jahren sollte Harvey zum wichtigsten Mitglied der North Carolina Ramblers werden. Er managte Pooles Karriere, die oft genug durch dessen selbstzerstörerischen Lebensstil in Gefahr war. Während seiner Zeit mit Poole arbeitete Harvey gleichzeitig in einem Plattenladen in Beckley, wo er mit lokalen Musikern wie Jess Johnston, Leonard Copeland, Earl Shirkley oder Ernest Branch und Benice Coleman in Verbindung kam. Mit ihnen gründete er verschiedene Bands.
Dahinter steckte weitaus mehr als nur der Wunsch zu musizieren. Harvey entwickelte ein Konzept, mit dem er es schaffte, mehrere Plattenverträge zu erhalten. Old-Time und Hillbilly waren während der 1920er-Jahre äußerst populär und Harvey erkannte das Potenzial, welches er hatte. Daher eröffnete er verschiedenen Plattenlabels, er würde für sie aufnehmen, was sie wollten: Stringbandsongs mit Branch und Coleman, religiöse Lieder mit Bob Hoke, Blue Yodeling mit Shirkley oder schnelle Gitarrenduette mit Jess Johnston. Harvey erreichte dadurch eine weitaus höhere Chance, von einem Label angenommen zu werden. In weniger als fünf Jahren konnte Harvey so auf ein Werk von ungefähr 200 Aufnahmen zurückblicken.
Seinen ersten Erfolg hatte Harvey zusammen mit Earl Shirkley, als sie 1928 zusammen When The Roses Bloom For The Bootlegger einspielten. Das Stück war eine Parodie auf den Hit I’ll Be With You When The Roses Bloom Again und beschäftigte sich mit der Prohibition in den USA. Die Single wurde mit mehr als 72.000 abgesetzten Exemplaren im selben Jahr zur sechstbesten verkauften Platte für Columbia Records.
Nachdem Poole den Vertrag mit Columbia Records gekündigt hatte und 1931 gestorben war, übernahm Harvey die Führung der North Carolina Ramblers und ersetzte Poole durch den Mandolinisten und Sänger Bob Hoole. Harvey arrangierte Aufnahmesessions mit Gennett Records, Paramount Records und Brunswick Records. Dank des Fiddlers der Gruppe Posey Rorer hatten die Songs einen ähnlichen Sound wie die bereits erfolgserprobten Titel mit Poole und verkauften sich gut.
Während der Depression, die Anfang der 1930er-Jahre in Amerika ihren Höhepunkt erreichte, ließ Harveys Erfolg rapide nach; in der Folge arbeitete er zuerst als Polizist in Beckley, zog 1942 aber nach Florida, wo er wieder als Eisenbahner eine Anstellung fand. Die Musik hatte er nun völlig aufgegeben. 1958 starb Harvey im Alter von 66 Jahren.

## Diskographie

### Singles
Die nachfolgende Diskographie ist nicht vollständig, da es mit Harveys Werk von über 200 Aufnahmen schwierig ist, eine komplette Liste zu erstellen. Zudem wurden viele Platten nicht unter Harveys Namen veröffentlicht, da er nur als Hintergrundmusiker tätig war oder als Mitglied einer Gruppe fungierte.
| Jahr              | Titel                                                      | Anmerkungen                                    |
| ----------------- | ---------------------------------------------------------- | ---------------------------------------------- |
| Gennett Records   |                                                            |                                                |
| 1927              | Write A Letter To My Mother / Poor Little Joe              | B-Seite als Roy Harvey’s 3 Kentucky Serenaders |
| 1927              | Please Papa, Come Home / That Old Clay Pipe                |                                                |
| 1927              | We Will Outshine The Sun / Walking On The Streets of Glory | B-Seite mit Bob Hoke                           |
| Brunswick Records |                                                            |                                                |
|                   | There’ll Come A Time / A Mother Old and Gray Who Needs Me  | mit den North Carolina Ramblers                |
|                   | As We Parted At The Gate / I’ll Be There Mary Dear         | mit den North Carolina Ramblers                |
|                   | Bluefield Murders / George Collins                         | mit den North Carolina Ramblers                |
|                   | Budded Roses / What Is Home Without Love?                  | mit den North Carolina Ramblers                |
| Columbia Records  |                                                            |                                                |
| 1929              | When The Bees Are In The Hive / Daisies Won’t Tell         |                                                |
| 1929              | The Brave Engineer / The Wreck of the Virginian Train No.3 | mit den North Carolina Ramblers                |
| 1929              | The Yodeling Mule / ?                                      | mit Earl Shirkley als Roy Harper               |
|                   | Just Pickin’ / Beckley Rag                                 | mit Leonard Copeland                           |
|                   | Lonesome Weary Blues / Underneath The Sugar Moon           | mit Leonard Copeland                           |
|                   | Greasy Wagon / Mother’s Waltz                              | mit Leonard Copeland                           |
|                   | The Lilly Reunion / Just Goodbye, I am Going Home          |                                                |
|                   | Dark Eyes / Willie Poor Boy                                | mit Posey Rorer                                |
| Vocalion Records  |                                                            |                                                |
|                   | Take Me Back To Home and Mother / Sweet Refrain            | mit den North Carolina Ramblers                |

### Alben
- Roy Harvey, Vol. 1, 1926–1927
- Roy Harvey, Vol. 2, 1928–1929
- Roy Harvey, Vol. 3, 1929–1930
- Roy Harvey, Vol. 4, 1931